# Gergő Wöller
Gergő Wöller (ur. 18 marca 1983) – węgierski zapaśnik walczący w stylu wolnym. Olimpijczyk z Aten 2004, gdzie zajął dziewiętnaste miejsce w kategorii 60 kg.
Dziewiąty na mistrzostwach świata w 2005. Zdobył trzy brązowe medale na mistrzostwach Europy w latach 2007 - 2012. Brązowy medalista uniwersyteckich MŚ w 2008. Trzeci na MŚ juniorów w 2003 i Europy w 2002 roku.
- Turniej w Atenach 2004

Przegrał z Ułanem Nadyrbekiem uułu z Kirgistanu i Wasylem Fedoryszynem z Ukrainy.